# Siauascis (lendário)

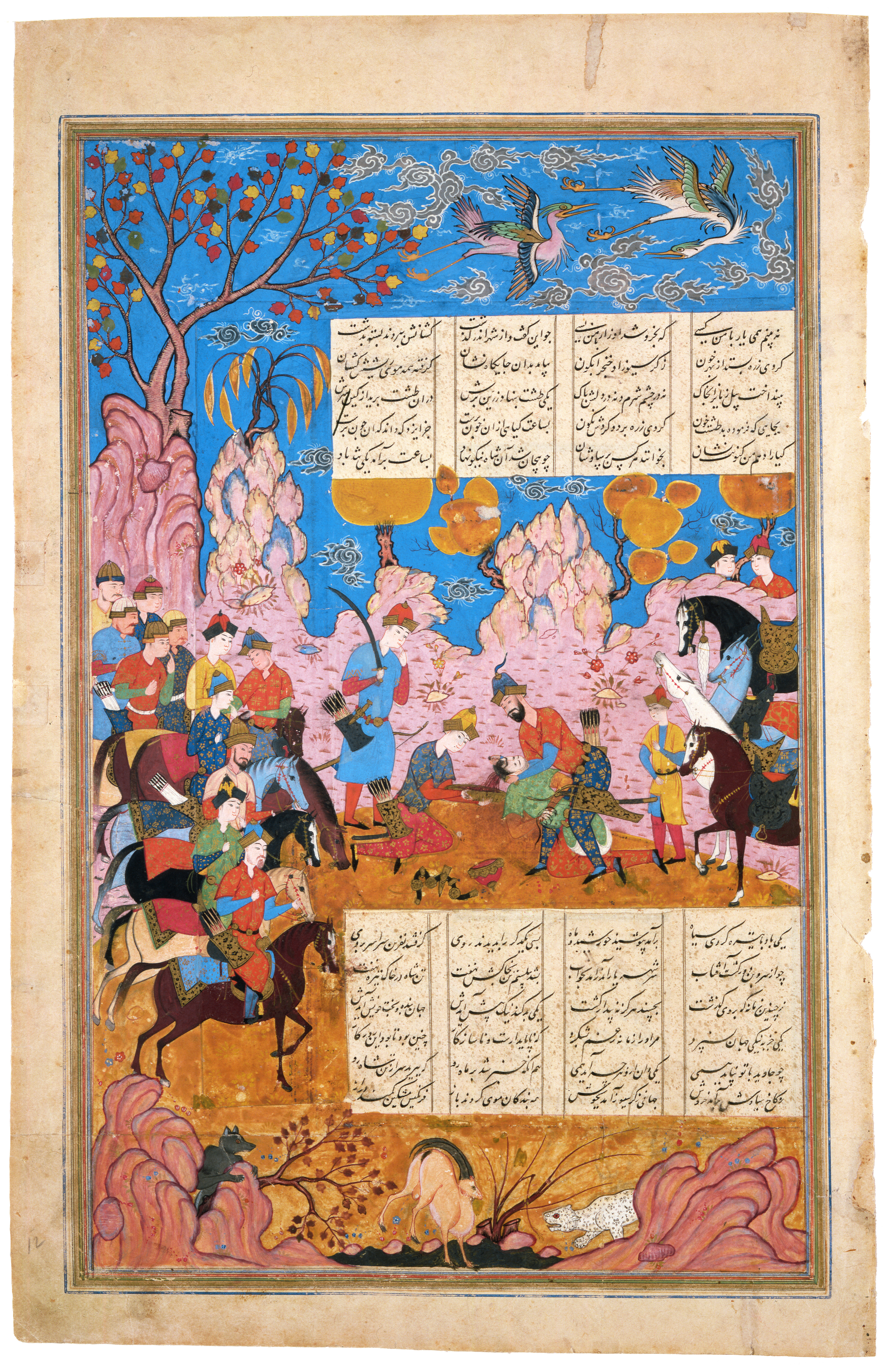
A morte de Siauascis

Siauascis (em grego: Σιαύασκ(ις)); em persa médio: Siyavakhš) ou Seoses (em persa médio: Siyavuš; em grego medieval: Σεόσης; romaniz.: Seóses) é uma figura importante no trabalho épico de Ferdusi conhecido como Épica dos Reis. Ele era um lendário príncipe persa do antigo tempo do Império Aquemênida. Filho de Caicaus, o xá do Irão naquela época, e devido à traição de sua sogra, Sudabe - com quem ele se recusou a ter um relacionamento sexual e trair seu pai -, ele foi exilado onde ele foi inocentemente morto por ordem do Rei Afrassíabe do Turanistão. Mais tarde, seu filho Caicosroes, se vingou. Seu nome significa "Alguém com um cavalo preto". Ferdusi no Épica dos Reis denomina seu cavalo Xabrangue Besde (em persa: شبرنگ بهزاد; romaniz.: Shabrang Behzd) que significa literalmente "sangue puro da cor da noite".

## Nome
Seoses (Σεόσης, Seósēs), Siauasc(is) (Σιαύασκ(ις), Siaúask(is)) ou Sábaris (Σάβαρις) são as formas gregas do persa médio Siavaxe (⁠Siyāwaxš) e parta (Siyāwaš⁠), que derivavam do avéstico Siauarxã (Siiāuuaršan-; lit. "que possui garanhões pretos"). Foi registrado em  armênio como Xavarxe (Շաւարշ, Šawarš), corásmio como Xevexe (Šʾwš), em elamita como Xiamarxa (𒅆𒅀𒈥𒃻, ši-ia-mar-šá) e em árabe como Xiavaxe (سِيَاوَش, Siyāwaš).

## Vida

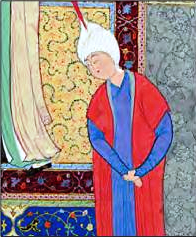
Pintura de Siauascis na Épica dos Reis do Xá Tamaspe

Siauascis é o resultado de uma violação do Xá Caicaus, no entanto, como sua mãe não é aristocrata, o xá decide enviar de seu nascimento a Rustã, o último herói da mitologia iraniana, a Zabol para treiná-lo nas artes militares. Quando ele era um menino de doze anos, Rustã ensinou-lhe a montar um cavalo, atirar com arco e flecha e usar um arco. Outros ensinaram-no a dirigir a corte real, a organizar feiras e a manter seu papel real. Quando Siauascis era jovem, sentiu-se desconfortável em visitar seu pai Caicaus, e Rustã acompanhou seu aluno para a corte real.
Siauascis foi perfeitamente capaz de atender as demandas de Caicaus e foi recebido calorosamente. Na residência de Caicaus, Siauascis parecia bom, e como ele prosperava em tudo, seu pai confiava-lhe a tarefa de dirigir Ctesifonte (Tisfun). Mas uma das mulheres de seu pai, Sudabe, filha de Hamavaranxá, teve uma paixão por ele. Sudabe falou com o xá e elogiou o personagem de seu filho, fazendo com que ele se casasse com uma das jovens senhoras de descendência real sob seus cuidados. Ele pediu que Siauascis fosse enviado ao harém para ver todas as meninas e escolher uma como esposa legítima. O xá aprovou esta proposição e transmitiu-a ao jovem, mas ele, que era modesto e sensível, suspeitava nesta manobra de um artifício de Sudabe e hesitou. Por ordem do xá, Siauascis finalmente entrou no harém. Em sua primeira visita, ele não prestou atenção a Sudabe e foi directamente para as outras princesas que o colocaram em uma cadeira dourada e conversaram com ele por um tempo.
Caicaus repetiu seu desejo de mandar ele para escolher uma mulher do harém como uma esposa, mas ela se recusou a ir. Sudabe enviou Hirbade para dizer a Siauascis que ela mesma estava pronta para matar seu marido, o xá, para se tornar sua esposa legal, mas Siauascis rejeitou essa proposta. Mais uma vez, ele repetiu suas propostas que foram todas rejeitadas, a esposa do xá caiu em um estado compulsivo; assim desfeito, fingiu uma falsa acusação contra ele, diante de seu marido. Acreditando que Siauascis preferiu sua esposa, o xá considerou que apenas a morte poderia expiar seu crime. Sentiu as mãos de Siauascis, que cheirava a água de rosas; então ele cheirava as roupas de Sudabe, que, pelo contrário, cheirava fortemente ao vinho. Em resposta a esta descoberta, o rei resolveu o processo com a morte de Sudabe, convencido da falsidade da acusação que ele estava lançando contra seu filho.
Finalmente, em primeiro lugar, ele decidiu provar a inocência de Siauascis pela prova de fogo; Siauascis preparou-se para sofrer o terrível julgamento ao qual ele tinha sido condenado e tranquilizou seu pai. Um fogo foi disparado e o jovem, usando um capacete e um terno branco, atravessou o fogo em seu cavalo preto. Quando Siauascis voltou seguro e som, sua inocência foi comprovada. Caicaus estava agora incitado a condenar Sudabe até a morte, não só por sua própria culpa, mas também por expor seu filho a tal perigo. Mas Siauascis intercedeu e Sudabe não foi executado.